# Ganyu (köping i Kina)
Ganyu (kinesiska: 甘雨镇, 甘雨) är en köping i Kina. Den ligger i provinsen Sichuan, i den sydvästra delen av landet, omkring 270 kilometer sydost om provinshuvudstaden Chengdu. Antalet invånare är 17 391. Befolkningen består av 8 499 kvinnor och 8 892 män. Barn under 15 år utgör 26,0 %, vuxna 15-64 år 57 %, och äldre över 65 år 16,0 %.
Genomsnittlig årsnederbörd är 1 431 millimeter. Den regnigaste månaden är juni, med i genomsnitt 266 mm nederbörd, och den torraste är december, med 21 mm nederbörd.